# Великий Лес (Жлобинский район)
Великий Лес (бел. Вялікі Лес) — деревня в Новомарковичском сельсовете Жлобинского района Гомельской области Беларуси.
На западе граничит с лесом.

## География

### Расположение
В 40 км на юг от Жлобина, 20 км от железнодорожной станции Ящицы (на линии Жлобин — Калинковичи), 123 км от Гомеля.

## Гидрография
На севере мелиоративный канал.

## Транспортная сеть
Транспортные связи по просёлочной, а затем автомобильной дороге Стрешин — Жлобин. Планировка состоит из криволинейной улицы, близкой к меридиональной ориентации, к которой на севере присоединяется короткая прямолинейная улица. Застройка двусторонняя, неплотная, деревянная, усадебного типа.

## История
Основана в конце XIX века. Согласно переписи 1897 года хутор. В последующие годы, в особенности в начале 1920-х годов, сюда, на бывшие помещичьи земли, активно переселялись люди из соседних деревень. В 1924 году в результате землеустройства сформировался посёлок. В 1929 году организован колхоз «Красная Заря», работала кузница. В декабре 1943 года — марте 1944 года в деревне размещался полевой госпиталь советских войск. 41 житель погиб на фронтах Великой Отечественной войны. Согласно переписи 1959 года в составе колхоза «Путь Ленина» (центр — деревня Косаковка). Размещались начальная школа, клуб, библиотека, детские ясли, швейная и сапожная мастерские, магазин.
До 2013 года входила в состав Кабановского сельсовета, ныне упразднённого.

## Население
- 1897 год — 1 двор, 4 жителя (согласно переписи).
- 1925 год — 27 дворов.
- 1959 год — 343 жителя (согласно переписи).
- 2004 год — 64 хозяйства, 127 жителей.